# Эльтвилле-ам-Райн
Эльтвилле-ам-Райн (нем. Eltville am Rhein) — город в Германии, в земле Гессен. Подчинён административному округу Дармштадт. Входит в состав района Райнгау-Таунус.  Население составляет 17 653 человека (на 31 декабря 2010 года). Занимает площадь 46,77 км². Официальный код — 06 4 39 003.
Город подразделяется на 5 городских районов.
Достопримечательностью города является музей Гутенберга, экспозиция которого знакомит с обстоятельствами пребывания в городе Иоганна Гутенберга. Здесь в 1465 году майнцский епископ и курфюрст Адольф Нассаусский присвоил изобретателю книгопечатания титул дворянина — единственная почесть, которой Гутенберг был удостоен при жизни. Около 1460 года его родственники, братья Бехтермюнц, основали в городе при содействии Гутенберга типографию. Музей размещается в башне замка Эльтвилле.

## Фотографии

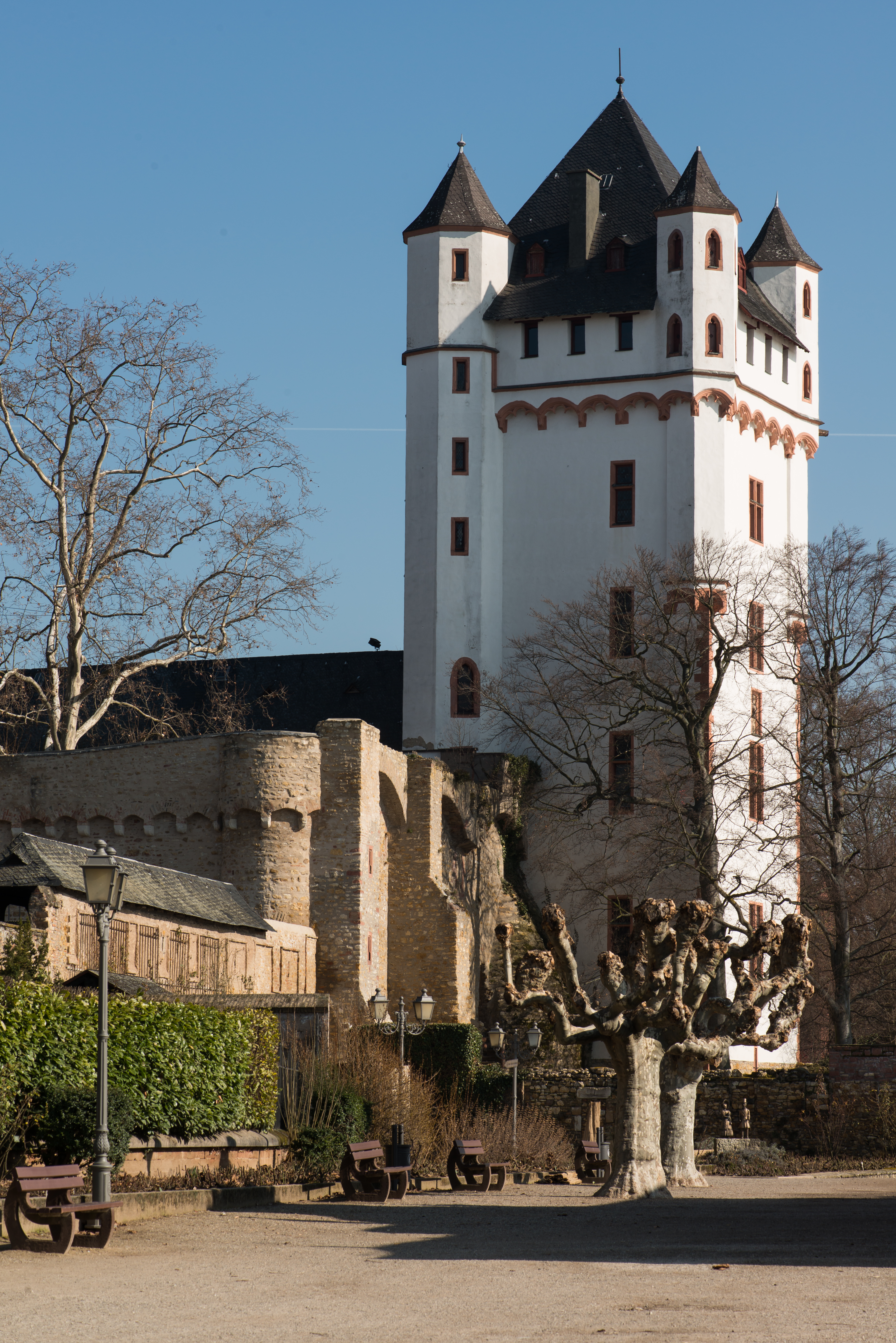
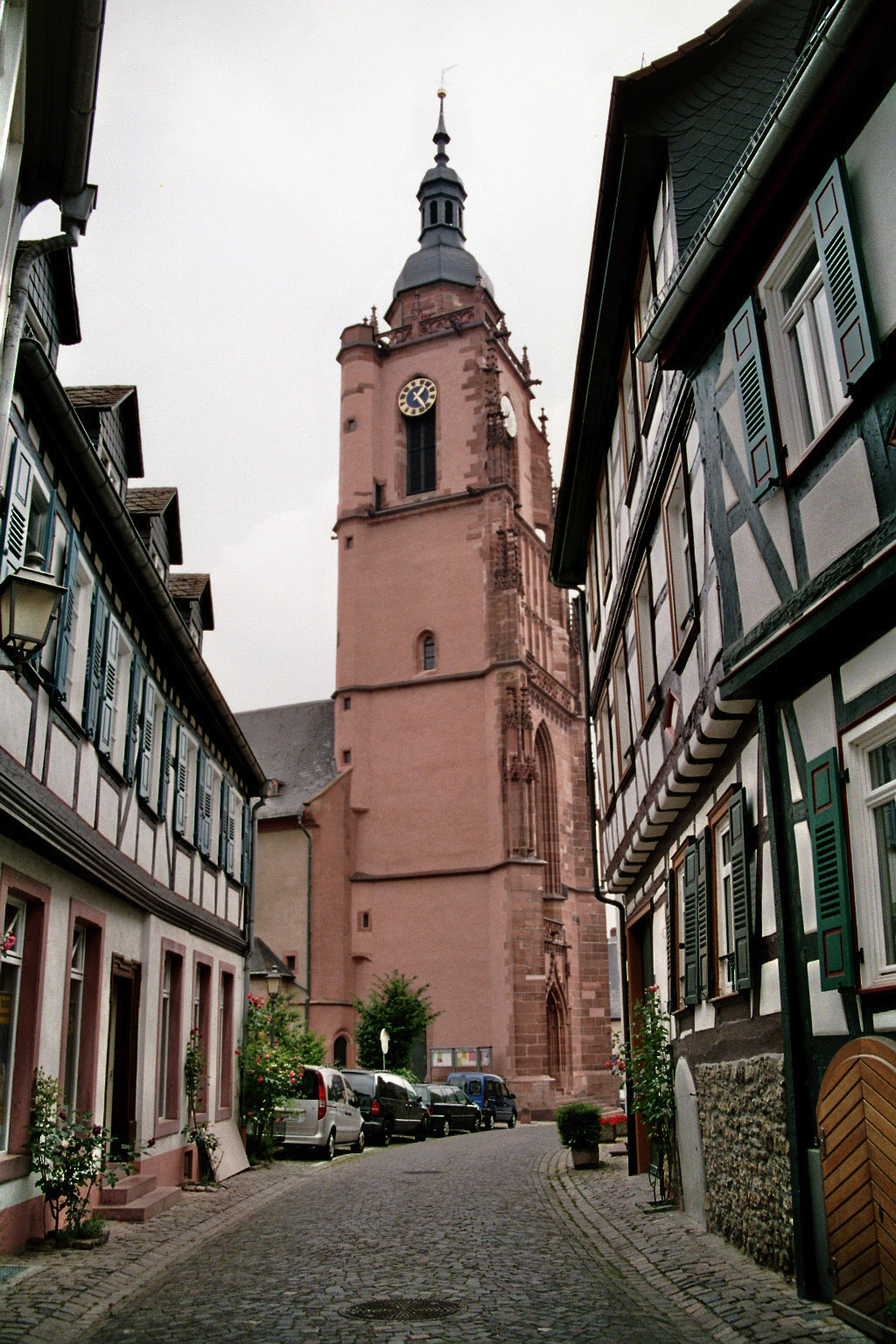
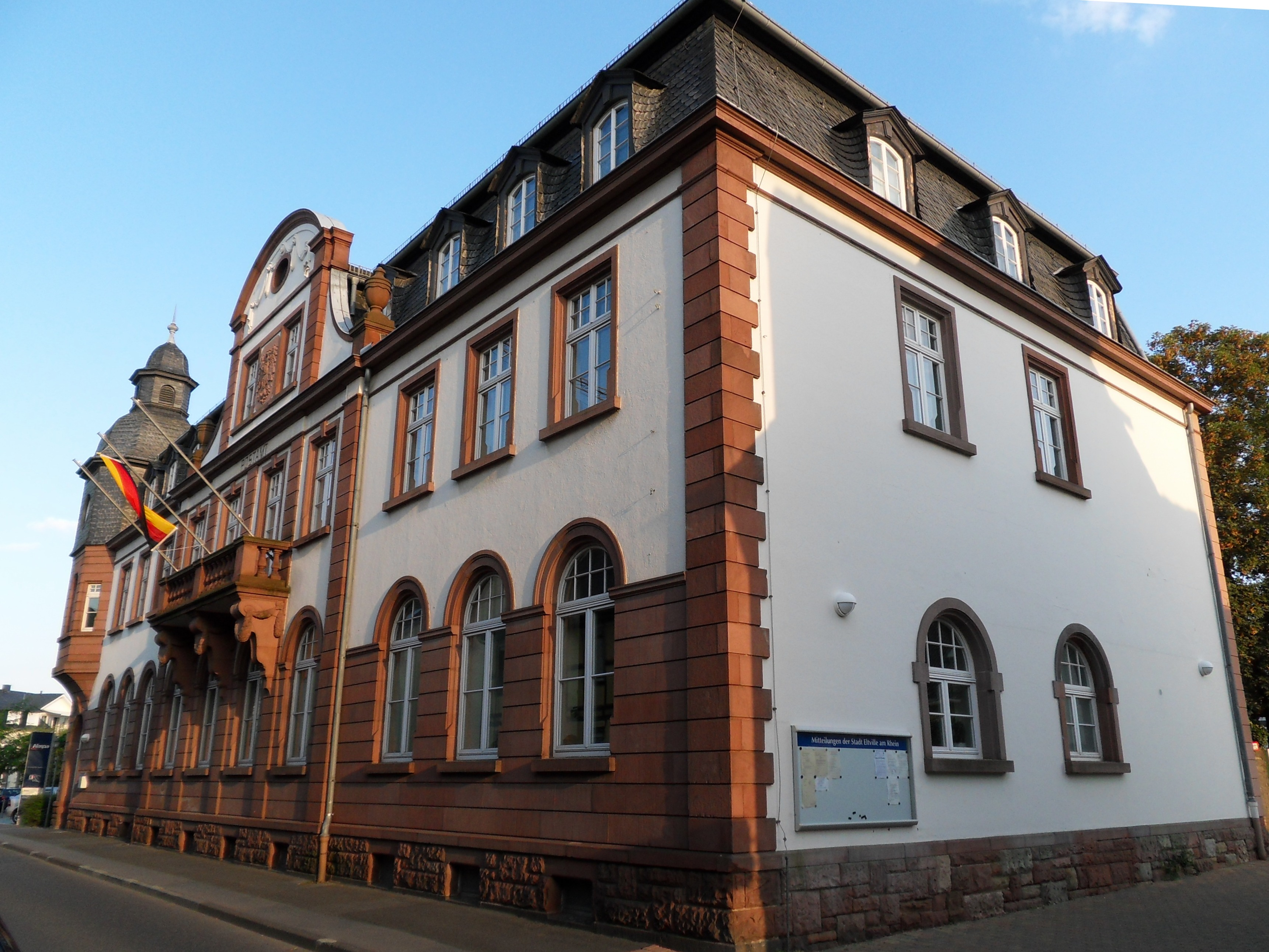
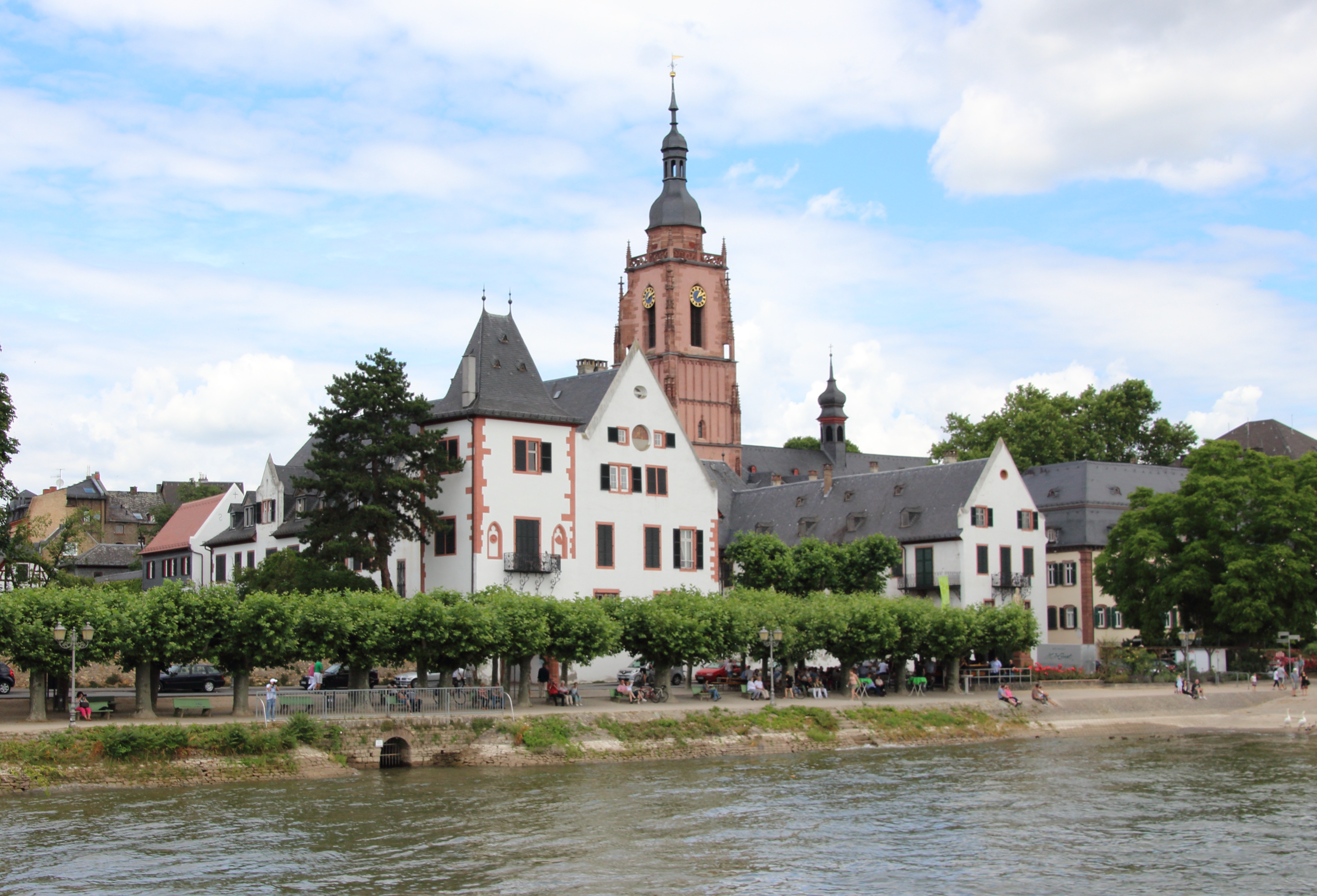
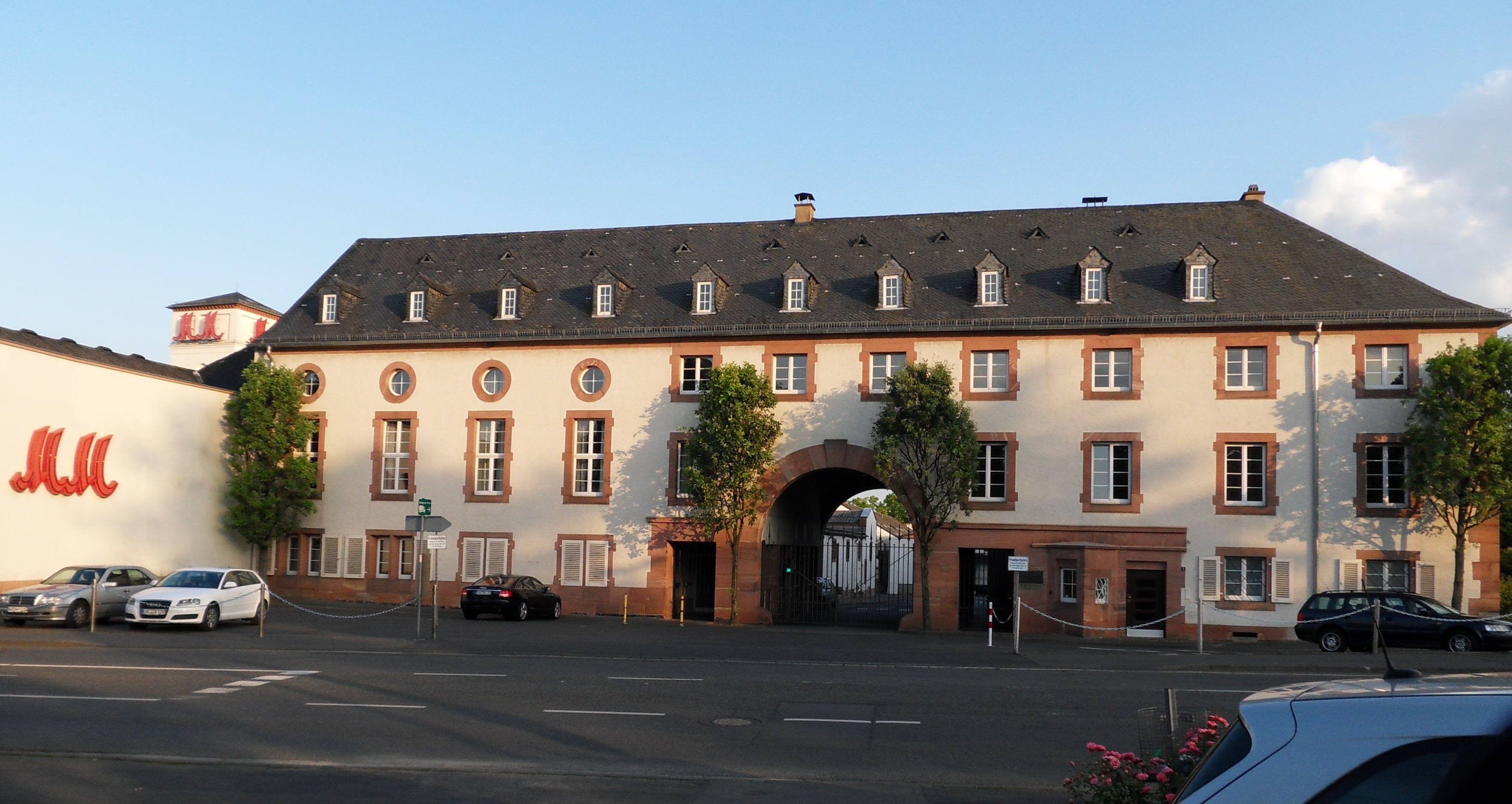